# ییوونه سانسون
ییوونه سانسون (انگلیسی: Yvonne Sanson; ۲۹ اوت ۱۹۲۵ – ۲۳ ژوئیهٔ ۲۰۰۳) بازیگر اهل یونان بود.
از فیلم‌ها یا برنامه‌های تلویزیونی که وی در آن نقش داشته‌ است می‌توان به آ.آ.آ. ماساژدهنده حرفه‌ای، زیبا، آماده ارائه خدمات…، سه تفنگدار، شنل، دنباله رو، عقاب سیاه، کوتاه ترین روز، همسر زیبای میلر، بزرگ‌ترین شیادان عالم، چیچو و فرانکو در سال اختلاف نظر، و فرشته سپید اشاره کرد.